# Pirmin Zurbriggen
Pirmin Zurbriggen, född 4 februari 1963 i Saas-Almagell i kantonen Wallis i Schweiz, är en schweizisk tidigare alpin skidåkare. Han tillhörde världseliten på herrsidan i mitten och slutet av 1980-talet.